# Cortinarius olivaceus
Cortinarius olivaceus är en svampart som beskrevs av Peck 1872. Cortinarius olivaceus ingår i släktet Cortinarius och familjen spindlingar.   Inga underarter finns listade i Catalogue of Life.